# (210174) Vossenkuhl
(210174) Vossenkuhl est un astéroïde de la ceinture principale.

## Description
(210174) Vossenkuhl est un astéroïde de la ceinture principale. Il fut découvert le 16 octobre 2006 à Wildberg par Rolf Apitzsch. Il présente une orbite caractérisée par un demi-grand axe de 2,62 UA, une excentricité de 0,15 et une inclinaison de 13,1° par rapport à l'écliptique.

## Compléments